# Ilam (shahrestan)
Ilam (persiska: ايلام, kurdiska: ئیلام), officiellt Shahrestan-e Ilam (شهرستان ايلام), är en delprovins (shahrestan) i Iran. Den ligger i provinsen Ilam, i den västra delen av landet. Administrativt centrum är staden Ilam.
Delprovinsen hade 235 144 invånare 2016.